# Симплициальные гомологии

### Симплексы и компле́ксы
Симплексом размерности {\displaystyle k} будем называть выпуклую оболочку точек {\displaystyle \langle a_{0},a_{1},...~a_{k}\rangle }, не лежащих в одном {\displaystyle (k-1)}—мерном подпространстве. 0-мерный симплекс {\displaystyle \langle a_{0}\rangle } является точкой, 1-мерный {\displaystyle \langle a_{0},a_{1}\rangle } отрезком, 2-мерный {\displaystyle \langle a_{0},a_{1},a_{2}\rangle } треугольником, 3-мерный {\displaystyle \langle a_{0},a_{1},a_{2},a_{3}\rangle } тетраэдром и т. д. Симплекс, порождённый частью точек {\displaystyle \langle a_{i}\rangle }, называется гранью большого симплекса.
Затем введём понятие симплициального компле́кса (с ударением на е). Компле́ксом {\displaystyle K} называется множество симплексов, с каждым из которых в комплекс входят все его грани, и любые два симплекса либо вообще не имеют общей точки, либо пересекаются только по целой грани некоторой размерности, причем только по одной грани. Обычно требуют ещё, чтобы любая точка комплекса имела окрестность, пересекающуюся не более чем с конечным числом симплексов (т. н. локальная конечность).

### Группа цепей
Рассмотрим градуированную абелеву группу с целочисленными коэффициентами, порождённую симплексами компле́кса, т. н. группу цепей {\displaystyle C(K)}, являющуюся прямой суммой групп цепей размерности {\displaystyle k:\;C_{k}(K)}.
Симплексы считаем имеющими ориентацию и симплекс {\displaystyle \langle a_{0},a_{1},...~a_{k}\rangle } будем считать равным {\displaystyle \langle a_{\sigma (0)},a_{\sigma (1)},...~a_{\sigma (k)}\rangle }, если перестановка {\displaystyle \sigma } чётная, и имеющим противоположный знак, если она нечётная.

### Граничный оператор
Определим оператор взятия геометрической {\displaystyle i}-й грани:
{\displaystyle \langle a_{0},...~a_{i},...~a_{k}\rangle \to (-1)^{i}\langle a_{0},...~{\hat {a_{i}}},...~a_{k}\rangle }, где {\displaystyle {\hat {a_{i}}}} означает, что {\displaystyle i}-я вершина должна быть пропущена.
Оператор взятия геометрической грани зависит только от самого симплекса, но не от порядка вершин, задающих симплекс.
Для этого достаточно доказать, что оператор взятия {\displaystyle i}-й грани не изменится при перестановке двух вершин (транспозиции). Если эта транспозиция не затрагивает {\displaystyle a_{i}}, то это очевидно. Если она переставляет {\displaystyle a_{i}} на {\displaystyle j}-е место, то имеем (пусть, например, {\displaystyle j<i}):
{\displaystyle {\begin{matrix}\langle a_{0},...~a_{j},...~a_{i},...~a_{k}\rangle =-\langle a_{0},...~a_{i},...~a_{j},...~a_{k}\rangle \to -(-1)^{j}\langle a_{0},...~{\hat {a_{i}}},...~a_{i-1},~a_{j},...~a_{k}\rangle =\\=-(-1)^{j}(-1)^{i-j-1}\langle a_{0},...a_{j},...~a_{i-1},{\hat {a_{i}}}...~a_{k}\rangle =(-1)^{i}\langle a_{0},...~a_{j},...~{\hat {a_{i}}},...~a_{k}\rangle \end{matrix}}}
— что и ожидалось (возвращая {\displaystyle {\hat {a_{i}}}} на старое место, надо сделать {\displaystyle i-j-1} транспозицию, соответственно столько же раз поменять знак).
Определим оператор ориентированной границы симплекса следующим образом:
{\displaystyle \partial _{k}\langle a_{0},...~a_{k}\rangle =\sum (-1)^{i}\langle a_{0},...~{\hat {a_{i}}},...~a_{k}\rangle }
Взятие граничного оператора понижает размерность на 1. Для 0-мерного симплекса (точки) {\displaystyle A} считаем {\displaystyle \partial {A}=0}. По линейности распространим оператор {\displaystyle \partial } на любую цепь. Основным свойством граничного оператора является следующее:
{\displaystyle \partial _{k-1}\partial _{k}=0}
Применение {\displaystyle \partial _{k-1}\partial _{k}} к симплексу {\displaystyle \langle a_{0},a_{1},...~a_{k}\rangle } приводит к удалению двух вершин последнего. Предположим, что {\displaystyle j<i}.
Симплекс {\displaystyle \langle a_{0},...~{\hat {a_{j}}},...~{\hat {a_{i}}},...~a_{k}\rangle } входит в результат первого действия оператора {\displaystyle (-1)^{i}\partial \langle {\hat {a_{i}}}\rangle } со знаком {\displaystyle (-1)^{i+j}}, а в {\displaystyle (-1)^{j}\partial \langle {\hat {a_{j}}}\rangle } со знаком {\displaystyle (-1)^{i+j-1}}, так как по удалению {\displaystyle {\hat {a_{j}}}} вершина {\displaystyle {\hat {a_{i}}}} будет уже не на {\displaystyle i}—ом месте, а на {\displaystyle (i-1)}—ом. Эти знаки противоположны, значит {\displaystyle \partial _{k-1}\partial _{k}} будет равен нулю для любого симплекса, а по линейности — для любой цепи.

### Симплициальные гомологии на комплексах и полиэдрах
Полиэдром называется объединение многогранников.
Разбивая многогранники на симплексы, получаем симплициальный комплекс.
На комплексах и полиэдрах вводятся симплициальные гомологии следующим образом:
Рассмотрим группу цепей размерности {\displaystyle k} из симплексов нашего комплекса {\displaystyle K}, обозначаемую {\displaystyle C_{k}(K)}.
Цепь {\displaystyle c}, на которой значение граничного оператора {\displaystyle \partial _{k}c=0} равно нулю (иначе говоря, {\displaystyle c\in \operatorname {Ker} \;\partial _{k}}) называется циклом; их множество обозначим {\displaystyle Z_{k}(K)}.
Если для некоторой цепи {\displaystyle c'} выполняется {\displaystyle c=\partial _{k+1}c'} (иначе говоря, {\displaystyle c\in \operatorname {Im} \;\partial _{k+1}}), то цепь {\displaystyle c} называется границей; множество границ обозначим {\displaystyle B_{k}(K)}.
Так как оператор {\displaystyle \partial } линеен, то и границы, и циклы образуют подгруппы группы цепей. Из того, что {\displaystyle \partial \partial =0} ясно, что любая граница является циклом, то есть, {\displaystyle B_{k}\subseteq Z_{k}}.
Две цепи называются гомологичными, если они отличаются на границу. Это записывается {\displaystyle x\sim y} (то есть {\displaystyle x=y+\partial z}).
Факторгруппа {\displaystyle H_{k}=Z_{k}(K)/B_{k}(K)=\operatorname {Ker} \;\partial _{k}/\operatorname {Im} \;\partial _{k+1}} называется группой k-мерных симплициальных гомологий комплекса.

#### Пример
Пусть {\displaystyle S_{1}} — одномерный комплекс, являющийся границей двумерного симплекса (треугольника) {\displaystyle \langle a_{0},a_{1},a_{2}\rangle }. Найдём его гомологии.
{\displaystyle B_{1}=0}, так как в комплексе двумерных симплексов нет. Поэтому {\displaystyle H_{1}=Z_{1}/B_{1}=Z_{1}}. Узнаем теперь, когда одномерная цепь может быть циклом.
Возьмём произвольную цепь {\displaystyle c=x\langle a_{0},a_{1}\rangle +y\langle a_{1},a_{2}\rangle +z\langle a_{2},a_{0}\rangle }. Имеем:
{\displaystyle \partial c=(z-x)\langle a_{0}\rangle +(x-y)\langle a_{1}\rangle +(y-z)\langle a_{2}\rangle =0}.
Значит, {\displaystyle z-x=x-y=y-z=0;\quad x=y=z}. Поэтому любой одномерный цикл {\displaystyle c} имеет вид
{\displaystyle x(\langle a_{0},a_{1}\rangle +\langle a_{1},a_{2}\rangle +\langle a_{2},a_{0}\rangle )}
— значит {\displaystyle H_{1}=Z_{1}} есть просто бесконечная циклическая группа {\displaystyle \mathbb {Z} }.
Найдём нульмерные гомологии. Так как {\displaystyle \partial _{0}=0}, то {\displaystyle Z_{0}=C_{0}}. Из равенства {\displaystyle \partial \langle a_{0},a_{1}\rangle =\langle a_{1}\rangle -\langle a_{0}\rangle } следует, что {\displaystyle \langle a_{1}\rangle } и {\displaystyle \langle a_{0}\rangle } отличаются на границу. Аналогично {\displaystyle \langle a_{1}\rangle } и {\displaystyle \langle a_{2}\rangle } отличаются на границу, поэтому с точностью до границы любая нульмерная цепь имеет вид {\displaystyle t\langle a_{0}\rangle }. То есть, {\displaystyle C_{0}}является просто бесконечной циклической группой {\displaystyle \mathbb {Z} }. Если она сама является границей, то есть {\displaystyle t\langle a_{0}\rangle =\partial c=(z-x)\langle a_{0}\rangle +(x-y)\langle a_{1}\rangle +(y-z)\langle a_{2}\rangle }, то имеем, что {\displaystyle x-y=y-z=0;\quad x=y=z;\quad t=z-x=0}, поэтому {\displaystyle B_{0}=0} и {\displaystyle H_{0}=C_{0}/B_{0}=\mathbb {Z} }.
Итого, для границы двумерного симплекса {\displaystyle H_{0}=H_{1}=\mathbb {Z} }.

### Некоторые свойства гомологий
Если гомологии комплекса {\displaystyle K} определены, то они же считаются гомологиями полиэдра {\displaystyle |K|}, соответствующего этому комплексу.
Однако следует доказать независимость групп гомологий от выбора триангуляции.
Можно доказать что непрерывному отображению полиэдров {\displaystyle f:|K|\to |L|} соответствует гомоморфизм {\displaystyle f_{*}:H_{k}(K)\to H_{k}(L)}, причём это соответствие, как говорят, функториально, то есть композиции непрерывных отображений соответствует композиция гомоморфизмов групп гомологий {\displaystyle (fg)_{*}=f_{*}g_{*}}, а тождественному отображению соответствует тождественный гомоморфизм {\displaystyle (id)_{*}=id_{*}}.
Если комплекс состоит из конечного числа симплексов, то группа гомологий будет иметь конечное число образующих.
В этом случае она представляется в виде прямой суммы нескольких экземпляров группы целых чисел {\displaystyle \mathbb {Z} } (их число, то есть ранг группы гомологий называется числом Бетти) и конечных циклических групп {\displaystyle \mathbb {Z} _{a_{0}},\mathbb {Z} _{a_{1}},...~\mathbb {Z} _{a_{i}},...~\mathbb {Z} _{a_{k}}} где каждое {\displaystyle a_{i}} является делителем {\displaystyle a_{i-1}} (эти числа называются коэффициентами кручения). Число Бетти и коэффициенты кручения определяются однозначно.
Первоначально А.Пуанкаре как раз их и ввёл для характеристики топологических свойств.
Э.Нётер показала важность перехода к изучению самих групп гомологий.